# Sa Zeppara
Sa Zeppara è una piccola frazione agricola del comune di Guspini, nella provincia del Medio Campidano. Confina con la frazione agricola di Foddi del comune di Pabillonis.

## Centro abitato
Il centro abitato di Sa Zeppara ospita alcuni edifici, la vecchia scuola e la chiesa della Beata Vergine delle Grazie, che custodisce un pregevole dipinto del pittore siciliano Luigi Di Giovanni, raffigurante la Madonna col Bambino e sullo sfondo il Colosseo e il Cupolone di San Pietro.
La maggior parte della popolazione abita nelle diverse aziende agricole del territorio.

## Economia
Nella frazione sono presenti diverse aziende agricole e zootecniche, in particolar modo bovini. Si registra il maggior numero di capi allevati nel distretto 1 della ASL 6.

### L'occupazione delle terre
Nel 1950 il territorio di Sa Zeppara fu interessato da movimenti politici per la richiesta di assegnazione di terre incolte intrapresa da braccianti senza terra. La richiesta nell'arco di qualche giornata degenerò in sommossa popolare. Ci furono vari scontri fra carabinieri a "cavallo" e la polizia "celere" venuta appositamente da Cagliari per "domare" la rivolta dei braccianti di tutto il territorio, ma in particolare di Guspini. Parteciparono alla rivolta il deputato comunista Pajetta e il consigliere regionale socialista Dessanay.
Nel 1946, col secondo ministero De Gasperi, Antonio Segni era diventato ministro dell'Agricoltura (sino alla rottura dell'unità antifascista) ebbe come sottosegretario un altro sardo, il comunista Velio Spano e nel 1948 fu riconfermato nella carica. È per questo che da lui prende nome il complesso di leggi che disegnarono, fra il 1950 e il 1951, un grande progetto di riforma agraria: osteggiato nel suo iter, bisogna dire, non soltanto dai partiti di sinistra che ritenevano troppo "morbide" alcune norme, ma anche da gruppi di pressione democristiani, legati alla grande proprietà fondiaria.
Prima con la fondamentale legge Sila (maggio 1950) e poi con la legge stralcio (ottobre 1950). La riforma veniva avviata non sull'intero territorio italiano ma in alcune zone: quelle, appunto, che sembravano più bisognose d'intervento e per questo venivano "stralciate" dal disegno generale (che non fu mai né progettato né attuato, nonostante l'impegno dello stesso Segni. Nel maggio del 1951 nasceva così l'Etfas, Ente per la trasformazione fondiaria e agraria in Sardegna.
La riforma prevedeva l'espropriazione delle terre incolte, l'esecuzione di vasti e organici piani di colonizzazione e di trasformazione, la creazione di importanti infrastrutture prima di procedere all'assegnazione delle nuove aziende ai contadini.
Il fatto venne riportato nella cronaca dei principali giornali nazionali fra cui il Corriere della Sera.
Una storia del territorio che si inserisce nella più ampia storia del Mezzogiorno d'Italia, che aveva contribuito al processo di modernizzazione che ancora aspetta di essere compiuto e concluso.

## Il campo di volo nella seconda guerra mondiale
Durante la seconda guerra mondiale nella zona di Sa Zeppara fu costruita una pista di atterraggio e alcuni piccoli hangar. Quest'area militare era codificata come aeroporto 603 e da qui decollavano gli aerosiluranti italiani all'attacco dei convogli inglesi che superavano lo stretto di Gibilterra. L'importanza di questo aeroporto era dovuta alla strategicità della propria collocazione geografica, nell'immediato entroterra della costa sud occidentale dell'isola, al centro del Mediterraneo.

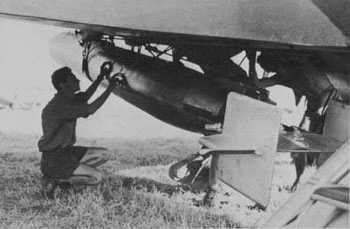
Il caricamento di un siluro su un Savoia-Marchetti S.M.79.

La pista in terra battuta, lunga circa 1 200 metri, era orientata a nord-ovest. Dopo la fine del conflitto, la ripresa delle attività agricole ne ha gradualmente determinato la disgregazione. L'individuazione del campo volo di Sa Zeppara non era impresa facile. Nessuna mappa dell'isola, infatti, ne riportava la collocazione, scongiurandone così il bombardamento sistematico da parte delle forze anglo americane (come avvenne più volte, invece, per il vicino aeroporto di "S'acqua Cotta").
Nell'aeroporto c'erano edifici e hangar solo per i depositi di viveri e munizioni e per i soldati di guardia; gli equipaggi ed il personale alloggiavano in tende o baraccamenti di cui oggi non rimane traccia.
Attualmente esistono ancora gli hangar, costruiti in pietra vulcanica (nera) e coperti con capriate in legno e tegole. Nella zona esistono inoltre alcuni bunker, posti su terreni privati.

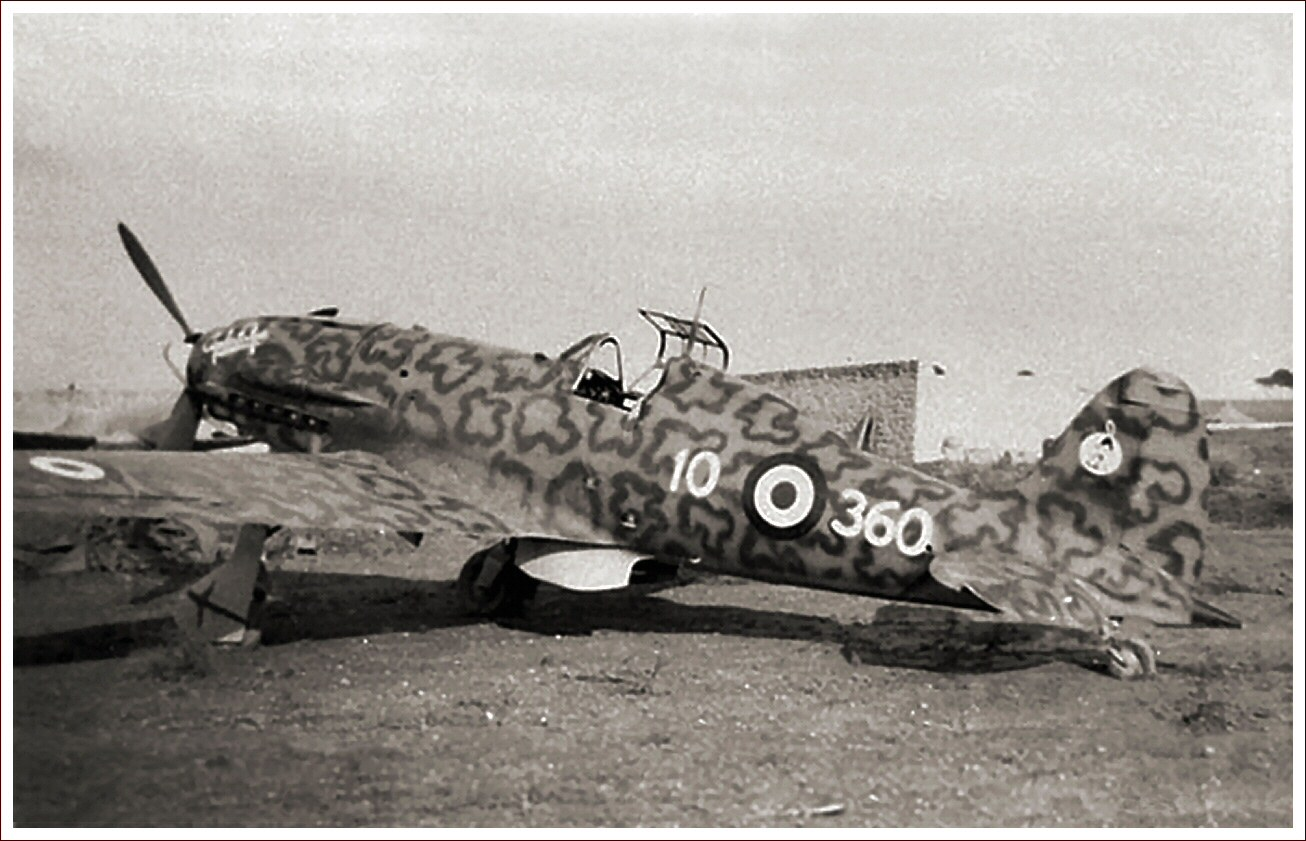
Velivolo M.C.202 "Folgore" della 360ª Squadriglia del 155º Gruppo alla fine del 1943 con i colori dell'Aviazione Cobelligerante

Durante l'occupazione tedesca, vicino al nuraghe Melas, venne costruito un deposito di munizioni di cui oggi è visibile solo il pavimento in cemento.
Nell'aeroporto furono dispiegati Macchi M.C.205V (Veltro) perfettamente efficienti di nuova costruzione al comando del comandante Duilio Fanali. I caccia Macchi furono ideati dal progettista aeronautico ing. Mario Castoldi.
Nel 1940 iniziarono i lavori per la costruzione della pista di volo a Sa Zeppara con maestranze di tutto il territorio. Le imprese affidatarie dell'appalto, Usai e Podda di Guspini, terminarono i lavori a metà del 1942. Nell'aeroporto di Sa Zeppara la manutenzione degli aerei fu affidata agli operai delle officine della vicina Miniera di Montevecchio, grazie a tale collaborazione gli operai appresero tecniche di manutenzione di alto livello, che migliorarono le loro conoscenze: nel tempo le loro capacità tecniche e le attrezzature moderne dell'aeronautica fecero sì che gli operai diventassero tra i più qualificati d'Italia. Nel campo di volo di Sa Zeppara furono portate officine mobili (autocarri con attrezzatura speciale per la manutenzioni degli aerei) provenienti dall'aeroporto di Monserrato che fu bombardato nei primi raid prima del bombardamento di Cagliari avvenuto nei primi mesi del 1943. Per la cronaca gli americani attesero le piogge affinché l'aeroporto di Monserrato fosse inagibile. Infatti in questa località le piste erano poste su terreno argilloso che non permettevano il drenaggio delle precipitazioni meteoriche. Perciò quando arrivarono gli aerei americani, anche se avvistati, provenienti dalla Tunisia, gli aerei italiani non poterono decollare. Usando questo stratagemma le forze alleate poterono bombardare e distruggere la città di Cagliari. Quanto restò dell'aeroporto di Monserrato – aerei e officine mobili - fu portato a Sa Zeppara che divenne il centro di revisione aerea più importante della Sardegna sino alla fine della guerra. Come attestano i registri della manutenzione della Macchi, negli ultimi due hangar circa quaranta dipendenti della Montevecchio (tra essi una decina di Guspinesi) lavorarono alla revisione pre volo e post volo dei velivoli, alla messa a punto e prova dei motori, dei carrelli, delle radio e dell'armamento. Il tutto avveniva sotto la supervisione dell'Ufficio Sorveglianza Tecnica della Regia Aeronautica e, dall'autunno del 1943, di un ufficiale della Luftwaffe (Wehrmacht).
A partire dal maggio 1943 si installa a Sa Zeppara il Gruppe II del JG 51 della Luftwaffe con degli Me Bf-109 G, rimanendovi fino al 10 luglio 1943.
Il 6 agosto 1943 arrivarono a Sa Zeppara la 351ª e 360ª Squadriglia del 155º Gruppo da caccia Pantere Nere della Regia Aeronautica, al comando del maggiore Duilio Fanali.
Il campo di volo fu bombardato il 5, 7 e 8 settembre del 1943 da 112 Curtiss P-40 Warhawk del 325th Fighter Group (Twelfth Air Force) USAAF partiti dalle loro basi situate in Algeria e Tunisia.
La 82ª Squadriglia, unica rimasta del 13º Gruppo, si riportò di sua iniziativa dall'Aeroporto di Olbia-Venafiorita a Sa Zeppara per unirsi al 155º Gruppo del 51º Stormo, combattendo con questo reparto durante tutta la guerra di liberazione.
Il 10 settembre del 1943, successivamente all'Armistizio di Cassibile e il ritiro dei tedeschi dalla Sardegna, la 351ª e 360ª Squadriglia si trasferiscono ad Elmas.